# 西伯利亚汗国
西伯利亚汗国，又稱失比爾汗国、圖蘭汗國，是15世纪末至16世纪末时位于亚洲西伯利亚的一个汗国，由台不花別吉家族所建立（居民有鞑靼人、涅涅茨人、曼西人、汉特人），位置是在鄂畢河中游与托博尔河之间。 行政中心为成吉-圖拉（今秋明），后来迁至卡什雷克。
由台不花別吉開創，后来昔班家族的一名可汗伊巴克從他的孫子手上奪得秋明和汗位，但之後台不花別吉的後人殺了伊巴克奪回政權。16世紀下半叶，主政的雅迪格爾和別克布拉克於1555年向剛滅亡喀山汗國的沙皇俄国交好，1563年雅迪格爾被伊巴克的孫子库楚汗擊敗奪得汗位，起初库楚汗同意服從俄国宗主權，1572年库楚汗力图摆脱臣属地位未成。
沙皇伊凡四世在1579年派哥薩克首領葉爾馬克·齊莫菲葉維奇率800个哥萨克兵出征西伯利亞對付库楚汗。库楚汗在楚瓦什山托博爾河下紮營，在1581年營破遂逃亡。1582年10月，激戰了三天，葉爾馬克打敗西伯利亞汗國的軍隊，佔領了額爾齊斯河邊的西伯利亞汗國首都喀什里克，徹底摧毀了這座城市。1584年，库楚汗在葉爾馬克死後試圖收復失地，但其領地仍持續被俄國人蠶食。1598年，库楚汗在鄂畢河畔被擊敗，從巴拉巴草原南下逃到諾蓋汗國，可能在幾年後逝世。這些遺民向准噶尔汗国繳交牙薩克（毛皮稅）。

## 西伯利亚汗国君主列表
台不花別吉系
- 台不花別吉
- 霍賈
- 馬爾汗（被伊巴克殺死）
- 奧德（或被伊巴克俘虜）
- 馬穆特（殺死伊巴克）
- 阿巴拉克
- 阿瑰什
- 卡西木
- 雅格迪尔（被库楚汗殺死）
- 别克布拉克（與雅格迪尔共治）
- 賽義德·艾哈邁特（在葉爾馬克死後試圖收復西伯利亞，1588年被俄國人俘虜）

昔班王朝系
- 伊巴克汗（殺死馬爾汗，後被馬穆特殺死）
- 马穆克（喀山汗）
- 穆尔塔咱汗
- 库楚汗（殺死雅格迪尔，後被葉爾馬克擊敗，在葉爾馬克死後試圖收復西伯利亞，1598年逃亡到諾蓋汗國）
- 阿里汗（在库楚汗逃亡到諾蓋汗國後試圖收復西伯利亞，1607年被俄國人俘虜）

- 13世纪，窝阔台汗国灭亡后，黄色部份的疆域事实上独立，但从来没有停止过各个部落的争执，15世纪被波斯人称为图兰汗国（西伯利亚汗国）。
- 1549年俄罗斯帝国东北角的疆域图
- 1599年西伯利亚汗国的疆域图
- 西伯利亚沙皇的徽章，用于俄罗斯沙皇的徽章（1672 年）。
- 1843年，中亚被波斯人称为图兰（独立的鞑靼利亚和前图兰汗国的疆域）
- 1850年独立的鞑靼利亚